# Xã Parks, Quận Armstrong, Pennsylvania
Xã Parks (tiếng Anh: Parks Township) là một xã thuộc quận Armstrong, tiểu bang Pennsylvania, Hoa Kỳ. Năm 2010, dân số của xã này là 2.744 người.